# Светлоглазые слепни
Светлоглазые слепни (лат. Atylotus) — род слепней трибы Tabanini подсемейства Tabaninae, включающий около 70 видов. Ареал охватывает Голарктику, Афротропику и север Индомалайской биогеографической области. Род описал Роберт Романович Остен-Сакен в 1876 году. Название рода происходит от др.-греч. ά- — «отсутствие» и τύλος — «мозоль». Представители рода имеют преимущественно светлую окраску и прозрачные крылья. Личинки развиваются в прибрежных участках водоёмов или на болотах. Доказана способность некоторых видов этого рода переносить туляремию и трипаносомозы.

## Внешнее строение
Слепни небольшого размера (8—16 мм), окрашенные в светло-серые или охряно-жёлтые цвета. Глаза как правило голые (подрод Atylotus) или покрыты волосками (подрод Surcoufiella). Окраска глаз у живых насекомых зеленоватая, жёлтая или серая, у высохших сменяется на красно-коричневую. Голова сильно выпуклая. Глазковый бугорок имеется только у самцов. Он расположен ниже уровня глаз и покрыт серым налётом. Лобные мозоли небольшие. Крылья прозрачные. Жужжальца коричневые. Четвёртая радиальная жилка с придатком (подрод Atylotus) или без него (подрод Surcoufiella).
Тело личинок веретеновидное, окрашено в бледно-зелёный или желтоватый цвет, иногда с фиолетовым оттенком. На концевом сегменте тела нет латеральных и дорсолатеральных пятен из щетинок. Длина около 30 мм, масса до 160 мг. Куколка светло-жёлтая или желтовато-коричневая. Окраска головогруди и брюшка сходна, тогда как у близкого рода Hybomitra головогрудь темнее. Описание яйцекладок сделано только для видов Atylotus pulchellus, Atylotus miser и Atylotus horvathi. Они состоят из 3—4 слоёв яиц беловато-серого цвета и имеют размер около 5—8 мм.

## Биология
Особенности жизненного цикла разных видов изучены лишь у немногих видов. Личинки европейских видов (Atylotus fulvus и Atylotus plebeius) развиваются на мелководных участках водоёмов, или мезотрофных сфагновых болотах. Развитие личинки продолжается от одного до трёх лет. Длительность фазы куколки от 14 до 24 дней. На Кавказе личинки Atylotus loewianus найдены во влажной почве под растительными остатками. Преимагинальные стадии Atylotus miser развиваются на пойменных лугах и рисовых полях. В лабораторных условиях личинки поедают дождевых червей. Самки большинства видов кровососущие. Исключение составляют Atylotus plebejus и Atylotus sublunaticornis. Самки и самцы этих видов питаются цветочным нектаром.
У американского вида Atylotus bicolor и палеарктического Atylotus fulvus отмечено автогенное (без кровососания) развитие первой порции яиц. Такие самки не реагируют на углекислый газ и не нападают на животных. Численность взрослых слепней в европейской части России и в Западной Сибири — низкая. Плодовитость этих видов оценивается от 300 до 400 яйцевых трубочек. Эмбриональное развитие длится от 6 до 11 дней. Личинки из них на юге Дальнего Востока вылупляются в конце августа и зимуют после второй линьки. До перехода на стадию куколки происходит 9—10 линек. Продолжительность личиночного развития зависит от внешних условий и может затягиваться до 4—6 лет. Для формирования имаго в куколке требуется около 10 дней.
В Европе виды этого рода встречаются редко, самые обычные виды Atylotus fulvus и Atylotus rusticus составляют не более 1-2 % от всей численности слепней. На юге Средней Азии к многочисленным видам (до 34 %) относятся Atylotus chodukini и Atylotus pulchellus. На Дальнем Востоке многочисленны виды Atylotus miser и Atylotus horvathi, их доля может достигать 60 %. В Африке представители рода являются типичной частью гнуса. Доля Atylotus agrestis в комплексе нападающих видов в Камеруне составляет более 90 %. В Северной Америке представители рода малочислены.
Некоторые виды способны переносить трипаносомоз и туляремию. Для экспериментального подтверждения способности слепней Atylotus agrestis соорудили загон для скота закрытый москитной сеткой. В загоне находились десять коров, две из них были инфицированы. В разных сериях экспериментов коров заражали или Trypanosoma congolense или Trypanosoma vivax. В течение 20 дней под москитную сетку запускались слепни Atylotus agrestis или Atylotus fuscipes в разных вариантах эксперимента. После завершения опытов Trypanosoma vivax были заражены 5-6 коров, а Trypanosoma congolense только две. На численность слепней рода Atylotus влияют фитопатогенные грибы Tabanomyces milkoi и Entomophthora tabanivora.

## Систематика
Род был описан Робертом Романовичем Остен-Сакеном в 1876 году. В первой половине XX века род Atylotus рассматривали как подрод Ochrops рода Tabanus. По присутствию придатка у четвёртой радиальной жилки и наличию волосков на глазах род разделяют на два подрода: Atylotus и Surcoufiella. В подрод Surcoufiella включены всего два вида Atylotus plebejus и Atylotus sublunaticornis. Большинство систематиков включают род Atylotus в трибу Tabanini. Польский энтомолог Пшемыслав Троян рассматривал подрод Surcoufiella в качестве самостоятельного рода с названием Ochrops и относил этот род в описанную им трибу Lepidoselagini. Однако эти таксономические предложения подверглись критике и не были поддержаны другими систематиками. В мировой фауне известно около 70 видов.

## Кариология и молекулярная генетика
Диплоидный набор хромосом у большинства изученных видов (Atylotus fulvus, Atylotus bicolor, Atylotus loewianus, Atylotus obioensis) состоит из 18 хромосом. Только у вида Atylotus horvathi насчитывается 12 хромосом. Представители рода Atylotus имеют самые мелкие половые хромосомы среди всех кариологически изученных видов слепней. Половые хромосомы X и Y визуально не отличаются друг от друга.
Полная последовательность митохондриального генома определена у вида Atylotus miser. Митохондриальная ДНК представляет замкнутую в кольцо двухцепочечную молекулу длиной 15 858 пар нуклеотидов. Митохондриальный геном типичен для двукрылых и содержит 37 генов, в том числе 13 генов кодируют белки группы polycomb, 22 гена отвечают за синтез тРНК, два гена рРНК. В геноме присутствует контрольная область длиной 993 пар нуклеотидов. Общее содержание нуклеотидов A + T составляет 77,7 %. Стоп-кодонами, наиболее часто используемыми Atylotus miser, являются последовательности нуклеотидов TAA и TAG.

## Распространение
Ареал рода охватывает Голарктическую и Афротропическую зоогеографические области. Три вида (Atylotus cryptotaxis, Atylotus sudharensis и Atylotus virgo) отмечены только в пределах Индомалайской области. В Палеарктике встречается 34 вида, наибольшее видовое разнообразие рода в этом регионе сосредоточено в степной и пустынной зонах. В Афротропической области известно 22 вида, многие из них встречаются редко, за исключением Atylotus agrestis. Большинство видов Atylotus не выходят за пределы за пределы одной зоогеографической области. Максимальным размером ареала обладает вид Atylotus agrestis, встречающийся в Африке и Мадагаскаре, на юге Палеарктики и Южной и Центральной Азии. В Палеарктике и Афротропической области отмечены: Atylotus agricola, Atylotus farinosus, Atylotus loewianus. Виды Atylotus sublunaticornis и Atylotus plebejus имеют разорванный (полидизъюнктивный) ареал. Первый из этих обитает в Палеарктике и Неарктике, второй только в Палеарктике. Формирование ареалов этих видов связывают с формированием болотных экосистем после окончания последнего ледникового периода. В горных районах отдельные виды (Atylotus fulvus) поднимаются до высоты до 1900 м.

## Охрана
Реликтовый вид Atylotus sublunaticornis занесен в Красную книгу Республики Коми. Ему присвоен статус 3 — редкий вид, обладающий естественно низкой численностью. Этот вид обитает на болотах. Самцы и самки питаются нектаром цветков горца змеиного, подбела, багульника и кассандры.